# David Henkel
David John Henkel (* 1921 in Salisbury (Simbabwe); † 2006) war ein südafrikanisch-britischer Bauingenieur (Geotechnik).
Henkel wuchs in Pietermaritzburg in Südafrika auf und studierte an der University of Natal (Bachelor 1941). Im Zweiten Weltkrieg diente er beim Royal Corps of Signals, wo er sich mit Luftbildauswertung befasste, was er später auch vielfach in seiner Arbeit als Geotechniker anwandte. 
Nach dem Krieg leitete er die Abteilung Bodenmechanik beim National Building Institute in Pretoria, wo er sich insbesondere mit schwellfähigen bindigen Böden und den durch sie verursachten Schäden befasste. Ab 1949 war er in der Gruppe von Alec Skempton am Imperial College London. Dort ist er für seine Entwicklung der Untersuchung des Spannungs-Verformungsverhaltens von Böden mit dem Triaxialgerät in Zusammenarbeit mit Alan W. Bishop bekannt und insbesondere dessen Anwendung auf in England verbreitete Tonböden (London Clay, Wealden Clay). Er hielt Vorlesungen am Imperial College und war in der Gruppe von Skempton auch als beratender Ingenieur aktiv. Mit Skempton analysierte er die Restscherfestigkeit überkonsoldierter Tonböden aus der Untersuchung von Erdrutschen. 
1963 wurde er Professor für Bodenmechanik am Indian Institute of Technology in New Delhi und 1965 wurde er Professor und Leiter der Abteilung für Geotechnik an der Cornell University. Er untersuchte dort unter anderem Unterwasser-Erdrutsche im Golf von Mexiko, organisierte eine Konferenz über Erddruck, analysierte Spannungszustände von Böden und die Stabilität tiefer Baugruben in Tonböden. 1970 ging er wieder nach London als Leiter der Geotechnik bei der Baufirma Ove Arup and Partners. 1977 wurde er dort  Direktor. Zu seinen Projekten dort gehörte das Barbican Arts Centre und die British Library in London, das Centre Pompidou in Paris, die Insel Das und Trockendocks in Dubai, dem Bau der U-Bahn von Hongkong (Mass Transit Railway) und Fragen der Hangstabilität im dicht bebauten Hongkong, Offshore Projekte in der Nordsee. 1986 ging er offiziell in den Ruhestand, beriet aber noch weiter zum Beispiel bei den Bahnprojekten für den Eurotunnel.
1983 hielt er die Rankine Lecture, deren Titel Geology, geomorphology and geotechnics sein Interesse für die Verbindung dieser Disziplinen deutlich machte und seine geologischen Interessen. 1983 wurde er Fellow der Institution of Civil Engineers und 1986 der Royal Academy of Engineering.
Er war zweimal verheiratet, zuerst 1951 bis zum Tod seiner Frau 1974. Aus dieser Ehe hatte er drei Kinder. In zweiter Ehe war er ab 1979 verheiratet.